# Filippo Magnini
Filippo Magnini (n. 2 februarie 1982, Pesaro, Marche, Italia) este un înotător italian, medaliat olimpic. A participat la 4 ediții ale Jocurilor Olimpice (2004, 2008, 2012, 2016) în care a câștigat o medalie de bronz.